# David Crane (programmatore)
David Crane (Nappanee, 1955) è un autore di videogiochi e imprenditore statunitense.
È una delle menti più geniali nella storia del settore videoludico, tra l'altro cofondatore della Activision e ideatore del classico Pitfall!.

## Biografia
Crane nacque nella cittadina di Nappanee (Indiana) e si laureò in ingegneria elettronica al DeVry Institute of Technology di Phoenix, per poi trasferirsi nella Silicon Valley per lavoro. Dal 1975 fu assunto alla National Semiconductor.
Iniziò l'attività videoludica nel 1977 all'Atari, realizzando titoli per la neonata console Atari 2600. Già dal 1978 completò come programmatore il primo titolo, il ben riuscito Outlaw, seguito da Canyon Bomber nel 1979. Con il passaggio della gestione dell'Atari alla Warner Communications e a Ray Kassar, l'ambiente dell'azienda si fece più inquadrato e meno artistico e alcuni sviluppatori si sentivano poco valorizzati. Durante una partita di tennis tra Crane e il collega Alan Miller, i due decisero di creare una nuova azienda: nel 1979 lasciarono l'Atari e fondarono, insieme ai colleghi Bob Whitehead e Larry Kaplan, al discografico Jim Levy e finanziati dall'imprenditore Richard Muchmore, l'Activision.
A differenza di Atari, che basava gran parte della produzione del software su conversioni spesso poco riuscite di videogiochi arcade o legati ad altri media (uno dei fattori che porterà alla crisi dei videogiochi del 1983), Crane cercava di creare titoli originali, in grado di vendere per la loro effettiva sostanza, e non solo per il nome. Inoltre Activision cercava di promuovere designer e programmatori, con tanto di ritratti sui manuali: in Atari i nomi dei creatori non venivano neppure menzionati all'interno dei crediti.
La produzione personale di Crane in Activision si fece più prolifica; già nel 1980 uscirono i primi due giochi accreditati a lui, ora come game designer, seguiti da altri tre nel 1981, più uno, Kaboom!, del quale realizzò solo la grafica.
Crane diventò celebre creando Pitfall! (1982), uno dei primi videogiochi a piattaforme e uno dei titoli più venduti in assoluto per Atari 2600. Grazie al pluripremiato Pitfall! Crane fu nominato designer dell'anno dalle riviste Video Game Update e Video Review.
Inizialmente Activision sviluppava ancora giochi per Atari 2600, incluso Pitfall!, diventando un concorrente della stessa Atari, ma presto si affermarono altri sistemi e la produzione si poté diversificare.
Nel 1983 Crane lavorò ad Activision Decathlon e nel 1984 al seguito di Pitfall! e alla conversione dell'originale per la nuova Atari 5200. Dopo la crisi del 1983, che colpì in particolare le console, Crane passò alla realizzazione di giochi per computer: il geniale Little Computer People, Ghostbusters, e il più ordinario Transformers. L'ultimo gioco di Crane a marchio Activision fu Skate Boardin' (1987).
Nel 1987 Crane lasciò l'Activision, secondo lui perché il nuovo presidente Bruce Davis tagliò immotivatamente il suo stipendio, promettendo bonus non ben definiti. Nel 1987-1988 lavorò alla Hasbro Electronics, dove collaborò al progetto di un innovativo lettore video interattivo chiamato inizialmente NEMO, che non arrivò mai alla pubblicazione, ma alcuni giochi furono in seguito riadattati per altri sistemi.
Nel 1986 Garry Kitchen e altri colleghi avevano lasciato l'Activision per fondare la società di sviluppo Imagineering e poco dopo l'editrice Absolute Entertainment, usata quando si volevano pubblicare in proprio i giochi sviluppati. Alla fine del 1988 Crane entrò alla Absolute come vice presidente e sviluppatore.
Nel 1989 sviluppò il primo titolo per la Absolute, l'avventura A Boy and His Blob, passando per la prima volta alla console NES. Fu uno dei più grandi successi di Crane, che ne realizzò anche un seguito per Game Boy nel 1990.
Nel 1991 sviluppò ben tre videogiochi sulla serie animata dei Simpson. Nel 1992 realizzò per la prima volta un gioco che porta il suo nome nel titolo: David Crane's Amazing Tennis. Seguirono Toys (1993) sul film Toys, Home Improvement: Power Tool Pursuit! (1994) sulla serie TV Quell'uragano di papà, il film interattivo Night Trap (1994) e infine lo strategico SPQR: The Empire's Darkest Hour (1996). In seguito Crane rimase attivo nel settore, ma soprattutto nella direzione di compagnie e nello sviluppo di casual game.
Nel 1995 la Absolute Entertainment venne chiusa; nello stesso anno Crane fondò, sempre insieme a Kitchen, la Skyworks Technologies, compagnia che si occupava di casual game e di titoli per console portatili o telefoni cellulari. Crane assunse il ruolo di direttore tecnico.
Nel 2009 lasciò il direttivo della Skyworks, che rimase qualche anno in attività senza di lui, e insieme a Garry Kitchen fondò la AppStar Games, specializzata in giochi per dispositivi mobili, con Crane come direttore tecnico.
AppStar ebbe vita breve e nel 2011 Crane entrò alla Viacom (fino al 2012) e alla SGK Service, società di consulenza per l'industria videoludica guidata da Garry Kitchen.
Nel 2010 Crane fu la prima persona a ricevere il "premio pioniere" (Pioneer Award) per l'industria dei videogiochi agli Annual Interactive Achievement Awards.
Nel 2021 Crane insieme a Garry e Dan Kitchen fondò la Audacity Games, specializzata in nuovi giochi originali per Atari 2600 per il mercato del retrogaming.
A marzo 2021 viene annunciato il primo di questi nuovi giochi, Circus Convoy.

## Videogiochi realizzati
| Anno  | Titolo                                     | Ruolo                          | Pubblicazione           | Piattaforma                   |
| ----- | ------------------------------------------ | ------------------------------ | ----------------------- | ----------------------------- |
| 1978  | Boggle (non pubblicato)                    | Programmatore                  | Atari, Inc.             | Atari 2600                    |
| 1978  | Outlaw                                     | Programmatore                  | Atari, Inc.             | Atari 2600                    |
| 1979  | Canyon Bomber                              | Programmatore                  | Atari, Inc.             | Atari 2600                    |
| 1979  | Slot Machine                               | Programmatore                  | Atari, Inc.             | Atari 2600                    |
| 1980  | Dragster                                   | Designer                       | Activision              | Atari 2600                    |
| 1980  | Fishing Derby                              | Designer                       | Activision              | Atari 2600                    |
| 1981  | Laser Blast                                | Designer                       | Activision              | Atari 2600                    |
| 1981  | Freeway                                    | Designer                       | Activision              | Atari 2600                    |
| 1981  | Grand Prix                                 | Designer                       | Activision              | Atari 2600                    |
| 1981  | Kaboom!                                    | Grafico                        | Activision              | Atari 2600                    |
| 1982  | Pitfall!                                   | Designer, programmatore        | Activision              | Atari 2600                    |
| 1983  | The Activision Decathlon                   | Designer, programmatore        | Activision              | Atari 2600                    |
| 1983  | The Activision Decathlon                   | Designer                       | Activision              | Atari 5200                    |
| 1984  | Pitfall II: Lost Caverns                   | Designer, programmatore, audio | Activision              | Atari 2600                    |
| 1984  | Pitfall!                                   | Designer                       | Activision              | Atari 5200                    |
| 1984  | Pitfall II: Lost Caverns                   | Designer                       | Activision              | Atari 5200                    |
| 1984  | Ghostbusters                               | Designer, programmatore        | Activision              | Commodore 64                  |
| 1985  | Little Computer People                     | Designer, programmatore        | Activision              |                               |
| 1986  | Transformers: The Battle to Save the Earth | Designer                       | Activision              | Commodore 64                  |
| 1987  | Skate Boardin'                             | Designer, programmatore        | Activision              | Atari 2600                    |
| 1988  | Super Skate Boardin'                       | Designer, programmatore        | Activision              | Atari 7800                    |
| 1989  | A Boy and His Blob: Trouble on Blobolonia  | Designer, programmatore        | Absolute Entertainment  | NES                           |
| 1990  | The Rescue of Princess Blobette            | Designer, programmatore        | Absolute Entertainment  | Game Boy                      |
| 1991  | The Simpsons: Bart vs. the Space Mutants   | Programmatore                  | Absolute Entertainment  |                               |
| 1991  | The Simpsons: Bart vs. the World           | Designer                       | Absolute Entertainment  |                               |
| 1991  | Bart Simpson's Escape from Camp Deadly     | Programmatore                  | Absolute Entertainment  | Game Boy                      |
| 1992  | David Crane's Amazing Tennis               | Designer, programmatore        | Absolute Entertainment  |                               |
| 1993  | Toys                                       | Designer, produzione           | Absolute Entertainment  | SNES                          |
| 1994  | Home Improvement: Power Tool Pursuit!      | Designer                       | Absolute Entertainment  | SNES                          |
| 1994  | Night Trap                                 | Programmatore                  | Digital Pictures        |                               |
| 1995? | Chomp! (Gummi Savers)                      | Designer, programmatore        | Morning Star Multimedia | Windows, Mac OS               |
| 1996  | SPQR: The Empire's Darkest Hour            | Consulenza                     | GT Interactive          | Windows                       |
| 1997  | Klondike                                   | Designer                       | Sega                    | Sega Channel                  |
| 2006  | March of the Penguins                      | Designer, character simulation | Destination Software    | Game Boy Advance, Nintendo DS |
| 2008  | Arcade Bowling                             | Designer, programmatore        | Skyworks Interactive    | iOS                           |
| 2009  | Boardwalk Games                            | Designer, programmatore        | Skyworks Interactive    | iOS                           |
| 2010  | Stellar Blast!                             | Designer, programmatore        | Skyworks Interactive    | iOS                           |
| 2021  | Circus Convoy                              | Designer, programmatore        | Audacity Games          | Atari 2600                    |

L'elenco è incompleto e non comprende tutti i poco noti casual game ai quali Crane ha collaborato in tempi più recenti, tra cui molti advergame. Nel 2009 Crane sosteneva di aver sviluppato il suo 68º videogioco commerciale.